# La festa perduta
La festa perduta è un film italiano del 1981 diretto da Pier Giuseppe Murgia.

## Trama
Luca, Sara, Giovanni e Matteo sono quattro giovani accomunati dall'odio contro l'ordine borghese e che decidono di usare la violenza armata compiendo diversi reati, tra cui alcune rapine. Alla fine Sara, Giovanni e Matteo vengono uccisi dalla polizia durante una rapina a Genova, mentre Luca, riuscito a fuggire, si suicida.